# Fußball-Weltmeisterschaft der Frauen 2011/Neuseeland
Dieser Artikel behandelt die Neuseeländische Fußballnationalmannschaft der Frauen bei der Fußball-Weltmeisterschaft der Frauen 2011 in Deutschland. Neuseeland lag vor der WM auf Platz 24 der FIFA-Weltrangliste und nahm zuvor erst an zwei Weltmeisterschaften teil, bei denen aber nie die Vorrunde überstanden wurde.

## Qualifikation
Neuseeland qualifizierte sich als Sieger der Ozeanischen Frauenfußballmeisterschaft 2010 für die Endrunde. Dabei gelangen den Neuseeländerinnen 50:0 Tore und mit dem 11:0 im Finale der höchste Sieg, der je in einem Finale einer kontinentalen Meisterschaft erzielt wurde. Die meisten Tore für Neuseeland erzielten Amber Hearn (12, davon allein 5 im Spiel gegen Vanuatu), Sarah Gregorius (7), Rosie White (7) und Hannah Wilkinson (7).

### Der Weg zur WM
Die Meisterschaft fand im September und Oktober 2010 in Neuseeland statt. Alle Teilnehmer waren automatisch qualifiziert. Die Vorrunde wurde im Ligasystem ausgetragen.

#### Vorrunde
| Rang | Land       | Tore | Punkte |
| ---- | ---------- | ---- | ------ |
| 1    | Neuseeland | 31:0 | 9      |
| 2    | Cookinseln | 3:10 | 6      |
| 3    | Tahiti     | 5:9  | 3      |
| 4    | Vanuatu    | 1:21 | 0      |

| 29. September 2010 |   |            |            |
| Neuseeland         | – | Vanuatu    | 14:0 (7:0) |
| 1. Oktober 2010    |   |            |            |
| Cookinseln         | – | Neuseeland | 0:10 (0:6) |
| 3. Oktober 2010    |   |            |            |
| Tahiti             | – | Neuseeland | 0:7 (0:1)  |

#### Halbfinale
| 6. Oktober 2010 |   |           |           |
| Neuseeland      | – | Salomonen | 8:0 (4:0) |

#### Finale
| 8. Oktober 2010 |   |                 |            |
| Neuseeland      | – | Papua-Neuguinea | 11:0 (6:0) |

## Kader für die WM
Am 7. Juni 2011 wurde der Kader für die WM nominiert. Acht Spielerinnen kamen auch 2007 bei der letzten WM zum Einsatz. Die meisten Spielerinnen spielen in neuseeländischen Vereinen. Die Spielerinnen haben eine Durchschnittsgröße von 1,67 m, wobei Betsy Hassett mit 1,57 m die kleinste und die nicht eingesetzte Kristy Hill mit 1,78 m die größte Spielerin war. Torhüterin Jenny Bindon war mit 38 Jahren die älteste Teilnehmerin der WM.
| Nr.                  | Länderspiele     | Länderspieltore | WM-Spiele              | WM 2011 | WM 2011 | WM 2011  | WM 2011 | WM 2011 | WM 2011      |                  |             |     |
|                      |                  |                 |                        |         |         |          | Sp.     | Tore    | Gelbe Karten | Gelb-Rote Karten | Rote Karten |     |
| Tor                  | Tor              | Tor             | Tor                    | Tor     | Tor     | Tor      | Tor     | Tor     | Tor          | Tor              | Tor         | Tor |
| -------------------- | ---------------- | --------------- | ---------------------- | ------- | ------- | -------- | ------- | ------- | ------------ | ---------------- | ----------- | --- |
| 1                    | Jenny Bindon     | 25.02.1973      | Hibiscus Coast AFC     | 60      | 0       | 3 (2007) | 3       | 0       | 0            | 0                | 0           |     |
| 20                   | Aroon Clansey    | 12.02.1987      | Three Kings United     | 05      | 0       |          | 0       | 0       | 0            | 0                | 0           |     |
| 21                   | Erin Nayler      | 17.04.1992      | Eastern Suburbs        | 0       | 0       |          | 0       | 0       | 0            | 0                | 0           |     |
| Abwehr               |                  |                 |                        |         |         |          |         |         |              |                  |             |     |
| 2                    | Ria Percival     | 07.12.1989      | Lynn-Avon United       | 62      | 09      | 3 (2007) | 3       | 0       | 0            | 0                | 0           |     |
| 3                    | Anna Green       | 20.08.1990      | Three Kings United     | 43      | 04      |          | 3       | 0       | 0            | 0                | 0           |     |
| 5                    | Abby Erceg       | 20.11.1989      | Fencibles United       | 65      | 03      | 3 (2007) | 3       | 0       | 0            | 0                | 0           |     |
| 6                    | Rebecca Smith    | 17.06.1981      | VfL Wolfsburg          | 50      | 03      | 3 (2007) | 3       | 1       | 1            | 0                | 0           |     |
| 7                    | Ali Riley        | 30.10.1987      | Western New York Flash | 54      | 03      | 3 (2007) | 3       | 0       | 0            | 0                | 0           |     |
| 19                   | Kristy Hill      | 01.07.1979      | Three Kings United     | 18      | 0       |          | 0       | 0       | 0            | 0                | 0           |     |
| Mittelfeld           |                  |                 |                        |         |         |          |         |         |              |                  |             |     |
| 4                    | Katie Hoyle      | 01.02.1988      | Glenfield Rovers       | 54      | 01      | 1 (2007) | 3       | 0       | 0            | 0                | 0           |     |
| 8                    | Hayley Moorwood  | 13.02.1984      | FC Chelsea             | 62      | 05      | 3 (2007) | 3       | 0       | 0            | 0                | 0           |     |
| 11                   | Kirsty Yallop    | 04.11.1986      | Fencibles United       | 47      | 11      |          | 1       | 0       | 0            | 0                | 0           |     |
| 12                   | Betsy Hassett    | 04.08.1990      | UC Berkeley            | 27      | 03      |          | 3       | 0       | 0            | 0                | 0           |     |
| 16                   | Annalie Longo    | 01.07.1991      | Three Kings United     | 33      | 01      | 1 (2007) | 1       | 0       | 0            | 0                | 0           |     |
| 18                   | Katie Bowen      | 15.04.1994      | Glenfield Rovers       | 06      | 0       |          | 2       | 0       | 1            | 0                | 0           |     |
| Angriff              |                  |                 |                        |         |         |          |         |         |              |                  |             |     |
| 9                    | Amber Hearn      | 28.11.1984      | Lynn-Avon United       | 43      | 23      |          | 3       | 1       | 1            | 0                | 0           |     |
| 10                   | Sarah Gregorius  | 06.08.1987      | Eastern Suburbs        | 18      | 09      |          | 3       | 1       | 0            | 0                | 0           |     |
| 13                   | Rosie White      | 06.06.1993      | Three Kings United     | 30      | 07      |          | 2       | 0       | 1            | 0                | 0           |     |
| 14                   | Sarah McLaughlin | 03.06.1991      | Claudelands Rovers     | 11      | 0       |          | 0       | 0       | 0            | 0                | 0           |     |
| 15                   | Emma Kete        | 01.09.1987      | Three Kings United     | 43      | 04      |          | 0       | 0       | 0            | 0                | 0           |     |
| 17                   | Hannah Wilkinson | 28.03.1992      | Glenfield Rovers       | 24      | 09      |          | 3       | 1       | 0            | 0                | 0           |     |
| Trainerstab          |                  |                 |                        |         |         |          |         |         |              |                  |             |     |
| Coach                | John Herdman     |                 | New Zealand Football   |         |         | 3 (2007) | 3       | 0       | 0            | 0                | 0           |     |
| Co-Trainer           | Tony Readings    |                 |                        |         |         |          | 3       | 0       | 0            | 0                | 0           |     |
| Torwarttrainer       | Simon Eaddy      | 14.09.1971      |                        |         |         |          | 3       | 0       | 0            | 0                | 0           |     |
| Anmerkungen:1. 2. 3. |                  |                 |                        |         |         |          |         |         |              |                  |             |     |

## Vorbereitung
In der Vorbereitung auf das Turnier bestritt die Mannschaft drei Freundschaftsspiele gegen Australien und China. Zudem nahm sie am „Matchworld Women’s Cup“ im Juni in der Schweiz mit den weiteren Teilnehmern Dänemark, WM-Teilnehmer Kolumbien und Wales teil.
| Datum         | Ort                  | Gegner              | Ergebnis  | Torschützen                                            | Besonderheiten                 |
| ------------- | -------------------- | ------------------- | --------- | ------------------------------------------------------ | ------------------------------ |
| 12. Mai 2011  | Gosford (Australien) | Australien          | 0:3 (0:1) | -; Caitlin Foord, Kyah Simon, Leena Khamis             |                                |
| 15. Mai 2011  | Gosford (Australien) | Australien          | 1:2 (1:1) | Hannah Wilkinson; Catherine Cannuli, Collette McCallum |                                |
| 20. Mai 2011  | Jinan (China)        | Volksrepublik China | 0:1 (0:1) | -; Ma Jun                                              |                                |
| 15. Juni 2011 | Savièse (Schweiz)    | Wales               | 2:0 (1:0) | Amber Hearn, Anna Green                                | 1. Länderspiel gegen Wales     |
| 18. Juni 2011 | Apples (Schweiz)     | Kolumbien           | 1:0 (0:0) | Betsy Hassett                                          | 1. Länderspiel gegen Kolumbien |
| 20. Juni 2011 | Naters (Schweiz)     | Dänemark            | 0:1 (0:1) | -; Nanna Christiansen                                  |                                |

## Gruppenspiele
In Gruppe B trafen die Neuseeländerinnen im ersten Spiel auf den Dritten der Fußball-Asienmeisterschaft der Frauen 2010 Japan. Japan ging bereits nach vier Minuten in Führung, Amber Hearn gelang aber in der 12. Minute nach einer gelungenen Flanke in den Fünfmeterraum der Ausgleich. Danach konnten die Ferns lange den Angriffsbemühungen der Japanerinnen standhalten. Erst in der 68. Minute gelang Aya Miyama mit einem direkt verwandelten Freistoß von der Strafraumgrenze der 2:1-Siegtreffer für Japan. Den Neuseeländerinnen fehlte danach die Kraft, den Ausgleich zu erkämpfen. Es war im fünften Spiel die vierte Niederlage – bei einem Remis – gegen Japan. Zudem war es die siebte WM-Niederlage in Folge für Neuseeland, womit der Negativrekord von Dänemark eingestellt wurde.
Im zweiten Spielen trafen die Ferns auf Vizeeuropameister England. Die Engländerinnen hatten zunächst mehr vom Spiel und Neuseeland kam kaum in die Nähe des englischen Strafraumes. Umso überraschender fiel dann das 1:0 für Neuseeland in der 18. Minute durch Sarah Gregorius. Danach durften die Ferns lange vom ersten Sieg bei einer WM träumen, denn den Engländerinnen fiel nicht viel ein gegen die kompakte Abwehr der Neuseeländerinnen, die zudem auf Konter lauerten. Erst in der 63. Minute gelang Jill Scott nach einer Flanke von rechts per Kopfball der Ausgleich. Danach drängten die Ferns auf den erneuten Führungstreffer und hatten einige gute Möglichkeiten. In ihre Drangphase fiel dann der 2:1-Siegtreffer für die Engländerinnen durch Jessica Clarke in der 81. Minute. Die Engländerinnen verstanden es dann das Ergebnis über die Zeit zu bringen. Durch diese erste Niederlage im zweiten Spiel gegen England (das erste endete 0:0) ist Neuseeland vorzeitig ausgeschieden und hält nun mit acht Niederlagen in Folge die längste Negativserie.
Im letzten Spiel ging es noch gegen Mexiko, den Zweiten des CONCACAF Women’s Gold Cup 2010 gegen den Neuseeland bisher erst einmal gespielt und mit 0:5 verloren hatte. Mexiko konnte sich bei einem hohen Sieg gegen Neuseeland – wenn England gegen Japan verlieren würde – noch für das Viertelfinale qualifizieren, wenn sie eine bessere Tordifferenz als England erreichten. Entsprechend engagiert ging Mexiko ins Spiel und kam bereits nach zwei Minuten zum 1:0 durch Stephany Mayor. Neuseeland war geschockt und hatte Probleme ins Spiel zu finden. Erst in der 26. Minute kam es zu einer ersten Torgelegenheit, die die mexikanische Torhüterin aber vereitelte. In der 29. Minute leitete sie durch einen weiten Abstoß das 2:0 für Mexiko ein, das Maribel Domínguez nach einer Kopfballverlängerung an der Mittellinie im Alleingang erzielte. In der zweiten Halbzeit drängten die Ferns auf den Anschluss, aber ihre Bemühungen wurden erst in der 90. Minute belohnt als Rebecca Smith das 1:2 gelang. In der vierten Minute der Nachspielzeit gelang Hannah Wilkinson auch noch der Ausgleich. Damit endete Neuseelands Negativserie von acht Spielen ohne Punktgewinn. Da England gegen Japan gewann, war dieses Remis auch für Mexiko ohne Bedeutung.
| Rang | Land       | Tore | Punkte |
| ---- | ---------- | ---- | ------ |
| 1    | England    | 5:2  | 7      |
| 2    | Japan      | 6:1  | 6      |
| 3    | Mexiko     | 3:7  | 2      |
| 4    | Neuseeland | 4:6  | 1      |

| Montag, 27. Juni 2011, 15:00 Uhr in Bochum    |   |            |           |
| Japan                                         | – | Neuseeland | 2:1 (1:1) |
| Freitag, 1. Juli 2011, 18:15 Uhr in Dresden   |   |            |           |
| Neuseeland                                    | – | England    | 1:2 (1:0) |
| Dienstag, 5. Juli 2011, 18:15 Uhr in Sinsheim |   |            |           |
| Neuseeland                                    | – | Mexiko     | 2:2 (0:2) |